# Radiostationen i Grimeton
Radiostationen i Grimeton (uttalas 'grimmetånn) är ett industriminne, som sedan 2004 står på Unescos lista över världsarv. Den innehåller en fungerande elektromekanisk ultralångvågssändare för telegrafi med tillhörande antennsystem från början av 1920-talet. Den är belägen i Grimeton, Varbergs kommun, Hallands län, cirka 15 km öster om Varberg. De sex 127 meter höga antenntornen står på rad och är väl synliga från motorvägen E6/E20. Radiostationen ägs idag av Stiftelsen Världsarvet Grimeton som är sammansatt av Länsstyrelsen i Hallands län, Varbergs kommun och Telia Company.
Hela anläggningen är bevarad i sitt dåtida skick och är idag den enda körbara elektromekaniska sändaren i världen. Från början rymde anläggningen även ett andra aggregat, en spegelvänd Alexanderson-alternator, men den skrotades 1960 för att ge plats åt fler kortvågsändare.

## Telegram över Atlanten
Riksdagen beslutade 1921 att upprätta en trådlös telegrafiförbindelse med USA. Grimeton valdes som sändarplats, radiostationen började byggas 1922 och stod färdig 1924. Ernst Alexanderson, svenskfödd chefsingenjör för RCA, konstruerade sändaren och sändarens antenn, medan stationsbyggnaden ritades av arkitekt Carl Åkerblad. I december 1924 öppnades den första direkta radioförbindelsen mellan Sverige och USA och den 2 juli 1925 invigdes stationen officiellt av Gustaf V. Denna första sändare med sin väldiga antenn fick identifieringssignalen SAQ.
Förbindelsen var ett resultat av ett samarbete med Radio Corporation of America. Grimeton fungerade som sändarstation, medan mottagarstationen låg i Kungsbacka. Själva telegraferandet skedde i Televerkets hus vid Kaserntorget i Göteborg, där telegram kunde lämnas in. Telegrafisignalerna gick sedan på tråd till Grimeton där de automatiskt fortsatte ut i etern.
Ett nätverk av liknande 'storradiostationer' byggdes över hela världen under 1920-talet, men av dessa finns numera endast Grimeton kvar i fungerande skick.
Under andra världskriget spelade stationen stor roll för förbindelserna med USA då kabeltrafiken var avbruten. Marinens Radio har senare använt SAQ till kommunikation med ubåtar i undervattensläge, något som bara är möjligt med långvåg och ultrlångvåg, och i västerhavets salta vatten krävs den unikt extra långa våglängd som kännetecknar SAQ. Denna militära användning var anledningen till att sändaren bevarades till dess man lyckats väcka intresse för ett bevarande i bredare kretsar.

## Hur sändaren fungerar

Principskiss för mekanisk omvandling av radiovågor

Sändaren alstrar bärvågen elektromekaniskt direkt i en roterande omformare – den elmotordrivna 'Alexanderson-generatorn' på 200 kW. Det är just detta som är unikt för sändarkonstruktionen och skiljer den från sändare baserade på elektronik. I första hand sänds telegrafi, men konstruktionen bygger egentligen på amplitudmodulerad utsändning vilket skulle medge utsändning av mer komplicerade signaler som telefoni etc. Frekvensen 17,2 kHz, i VLF-bandet innebär en våglängd av ungefär 17 km, således ett tiotal gånger längre vågor än vanlig långvåg och det är denna omständighet som kräver en mycket omsorgsfullt uppbyggd antenn med så stora mått som är praktiskt och ekonomiskt möjligt.

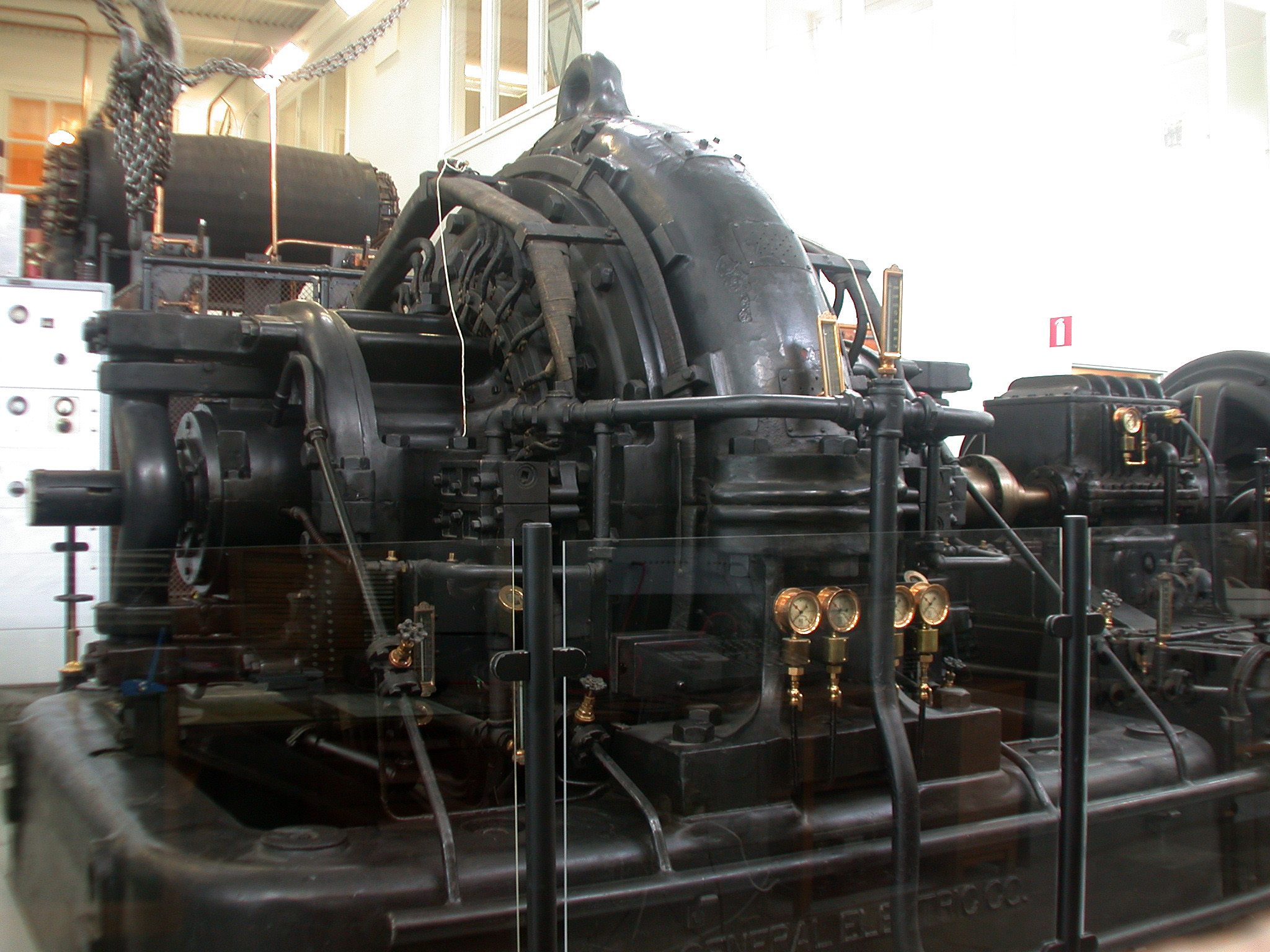
Alexanderson-generatorn vid Grimeton. Motorn längst till höger, med utväxlingslådan till vänster. Notera den bronsfärgade axelkopplingen dem emellan.

Antennen utgörs av Alexandersons berömda 'multipelantenn' – i detta fall bestående av sex parallellkopplade vertikalantenner på rad: Från varje torn hänger en vertikal antenntråd ansluten med en spole mot 'jord', som i likhet med andra vertikalantenner utgörs av ett nät av nedgrävd ledningstråd i en anläggning, vars utsträckning överträffar den synliga delen av antennsystemet. De horisontella, parallellkopplade ledningar som förbinder tornen utgör dels ett matningsnät mellan nämnda vertikaler, dels den toppkapacitans mot vilken antennströmmen flyter. Denna antennkombination är i praktiken rundstrålande, eftersom den trots sin längd på 2,2 km är kort i förhållande till våglängden. Till någon del gynnas ändå den nordvästliga – sydostliga riktning som raden av torn vänder sin bredsida mot i och med att strålningsdiagrammet är svagt elliptiskt. Antennens geografiska placering och orientering valdes för att rikta signalen ut över Skagerrak mellan Skagen och Norge, så att den via mesta möjliga hav och minsta möjliga land skulle nå mottagarstationen på Long Island utanför New York.

Placeringen i Grimeton gjorde att signalen kunde undvika större landmassor på sin väg längs storcirkeln till mottagarstationen på Long Island.

Avstämning av antennen görs (ute i antennsystemet) så att de sex vertikalströmmarna ligger i fas – i detta fall endast ett villkor för bästa verkningsgrad och utstrålade effekt. På kortare våglängder skulle man denna väg ha kunnat koncentrera utstrålningen åt valfritt håll i antennens längdriktning.
Sändarens signal SAQ låter så här:                                 

## Övriga sändare
Med teknikutvecklingen kom långvågstrafiken gradvis att ersättas av kortvågstrafik (HF). Ett stort antal kortvågssändare med både fasta och vridbara riktantenner av olika slag tillkom efterhand i Grimeton. Dessa sändare anskaffades ursprungligen för Televerkets fasta radioverksamhet, men några av sändarna användes även av Göteborg radio för telegrafi- och telefonikommunikation med fartyg som befann sig långt från land. Det helautomatiska radiotelexsystemet Maritex använde även stationens sändar- och antennresurser.
Tidigare fanns i Grimeton ett stort antal kortvågssändare för det USA-baserade maritima kommunikationssystemet Globe Wireless, vilket hade övertagit Maritex-systemets radioresurser efter dess nedläggning år 2000. Globe Wireless avvecklade sin kortvågsverksamhet år 2012.
Ett av SAQ:s torn används numera även för att sända ut navigationsvarningar och väderrapporter till sjöfarten inom det internationella Navtex-systemet på 518 kHz. Detta ger en viktig inkomst för finansieringen av stationens underhåll.
Sjöfartsverket hyr utrymmen för dels den tidigare nämnda Navtex-sändaren (1 kW 518 kHz) och dels för två gränsvågsändare (1 kW 1710+2182/2187,5 kHz) med tillhörande antennsystem.
Den kommersiella flygradiooperatören Aviolinx AB respektive Stockholmradio hyr även utrymmen i den "nya stationen" och plats i antennsystemet för sina sex moderna kortvågssändare, vilka flyttades till Grimeton från Karlsborg hösten 2014.

## Kulturskydd

### Världsarv
Regeringen beslutade i december 2002 att nominera radiostationen som kandidat till Unescos lista över världsarv och den 2 juli 2004 upptogs den på världsarvslistan. Motiveringen löd:
| ” | Kriterium ii: Varbergs radiostation i Grimeton är ett unikt och enastående monument som representerar utvecklingsprocessen för kommunikationsteknologin under perioden efter första världskriget | „ |

| ” | Kriterium iv: Varbergs radiostation är ett exceptionellt välbevarat exempel på ett telekommunikationscentrum som representerar de tekniska landvinningarna vid början av 1920-talet, samtidigt som det dokumenterar den fortsatta utvecklingen under tre årtionden | „ |

Den 2 juli 2005 invigdes världsarvet Grimeton och en nyuppförd besöksbyggnad.

### Övrigt
Radiostationen blev 11 oktober 1996 förklarad som byggnadsminne och är även riksintresseområde för kulturmiljövården. Centrum för Näringslivshistoria, som tidigare hette Svenska Industriminnesföreningen och namnändrade år 2005, utsåg radiostationen 1997 till Årets Industriminne.

## Alexandersondagen
Den 2 juli 2000 arrangerades för första gången "Alexandersondagen" som ett jubileumsevenemang exakt på 75-årsdagen av den kungliga invigningen år 1925. Sedan dess har man den första söndagen i juli varje år firat Alexandersondagen. Under denna dag sänder stationen SAQ samtidigt som anläggningen visas upp för allmänheten. Sommartid erbjuds visningar vid många fler tillfällen, men då är Alexanderson-alternatorn i vila.
Vid flera Alexandersondagar har från USA inkommit lyssnarrapporter, som vittnar om att sändaren är hörbar i sitt målområde ännu, trots att man vid dagens demonstrationssändningar sänder med reducerad effekt och störnivån vid mottagning ökat mångfalt till följd av dåligt avstörd kraftelektronik, digitala nätverk och annan elektronik överallt i vårt samhälle.

## Galleri

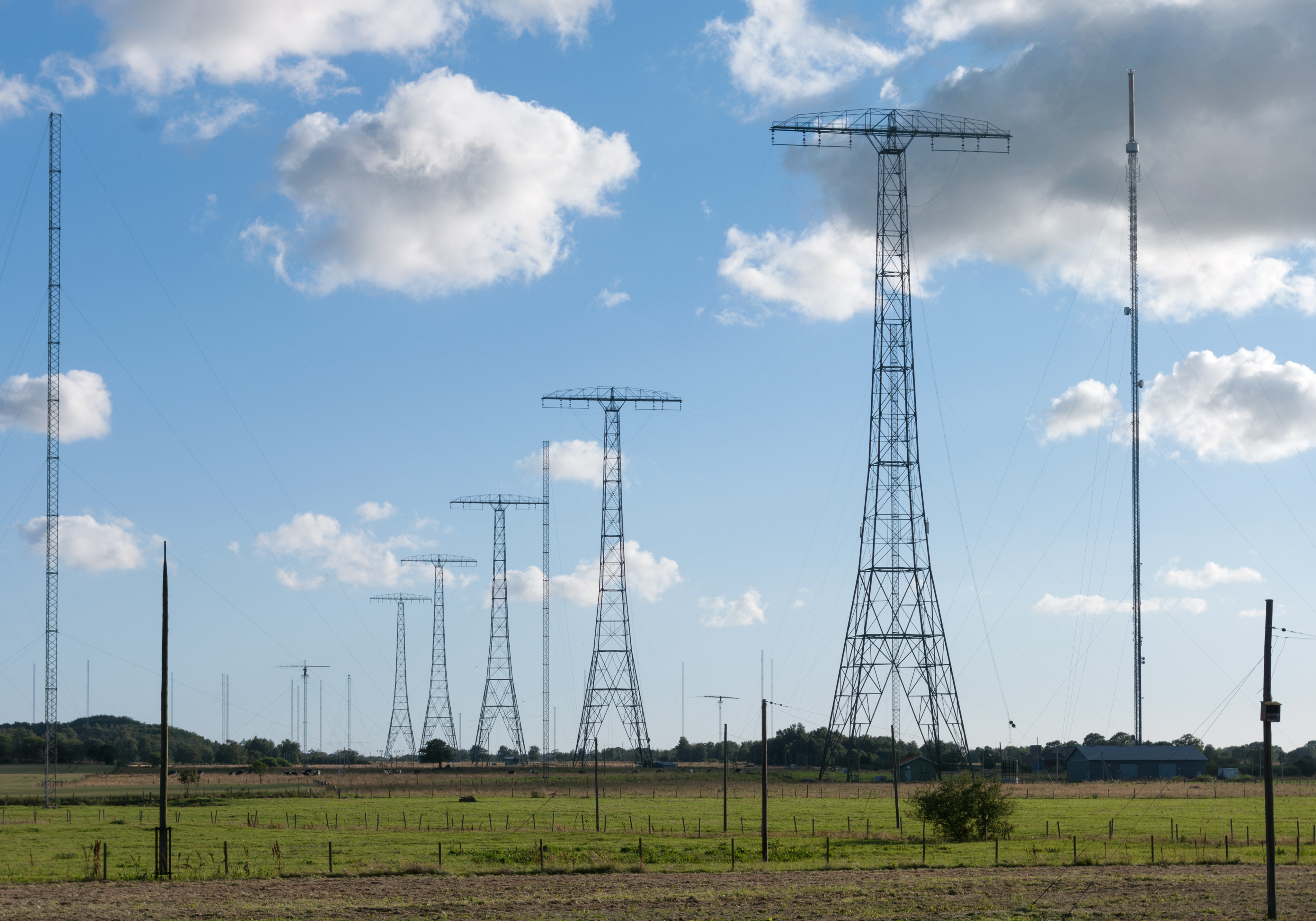
Grimetons 1900 meters VLF-antenn.
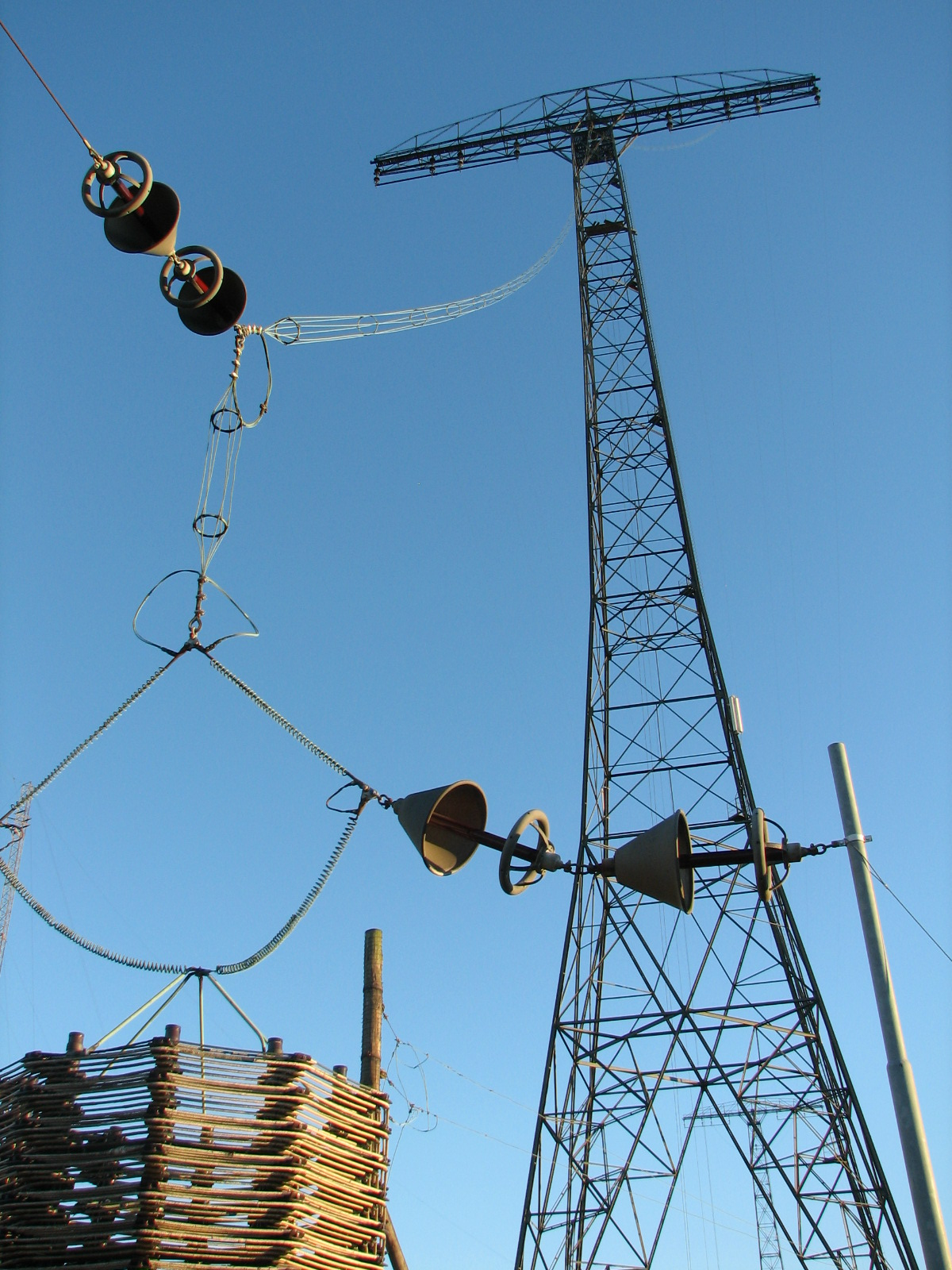
En av vertikalerna med sin väldiga avslutningsspole.
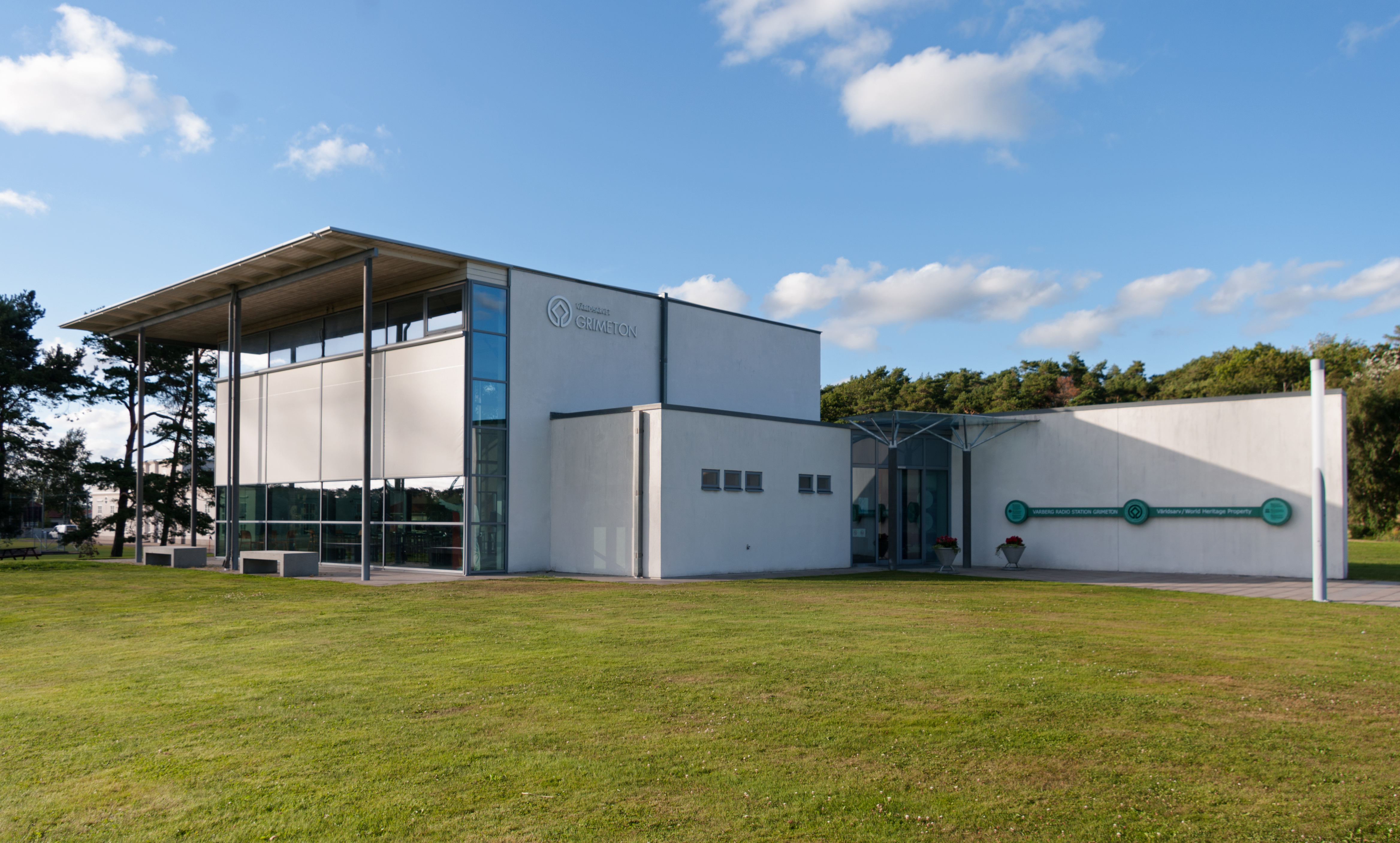
Världsarvsbyggnaden på radiostationen i Grimeton
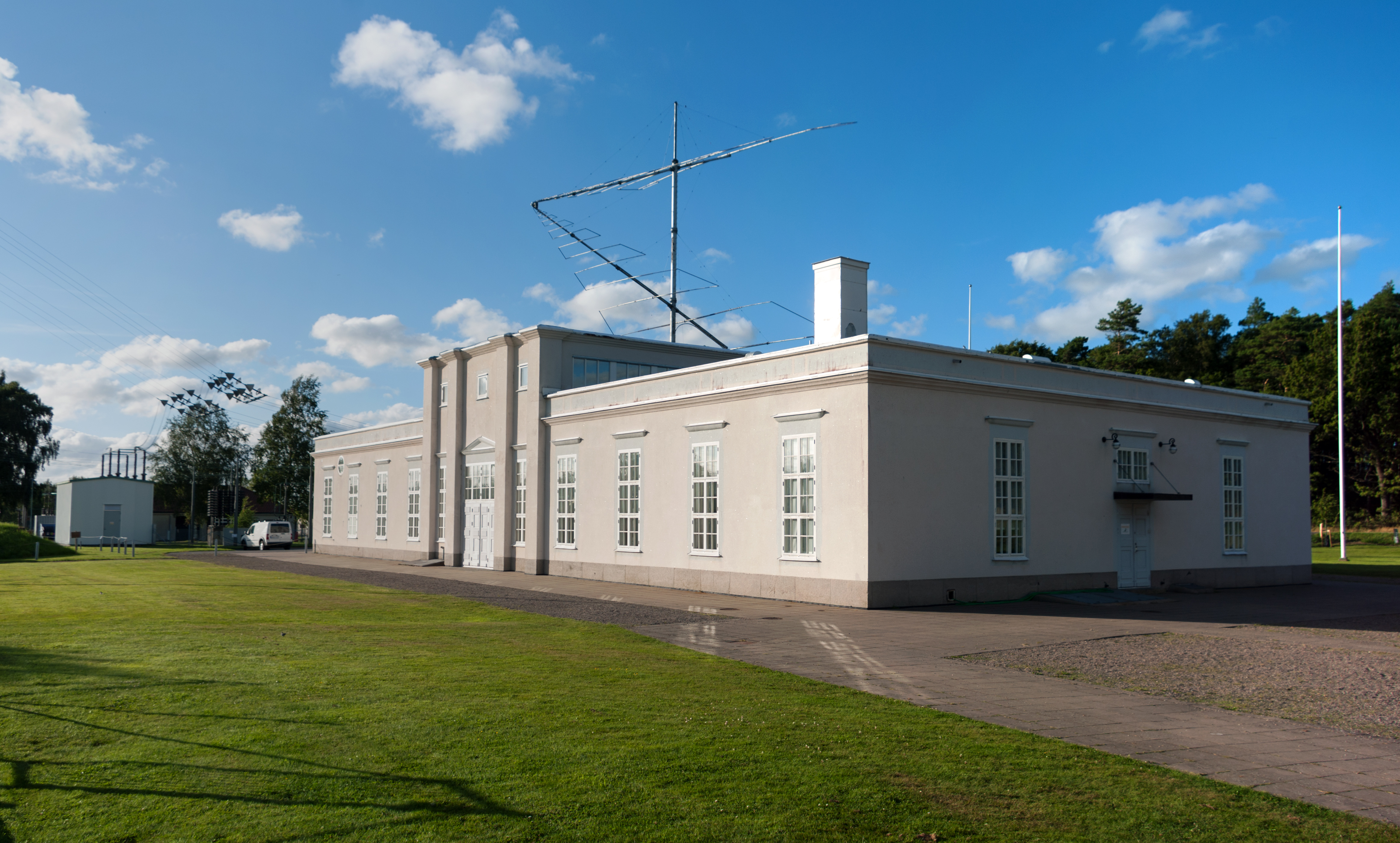
Stationsbyggnaden på radiostationen i Grimeton, samt antennparken.
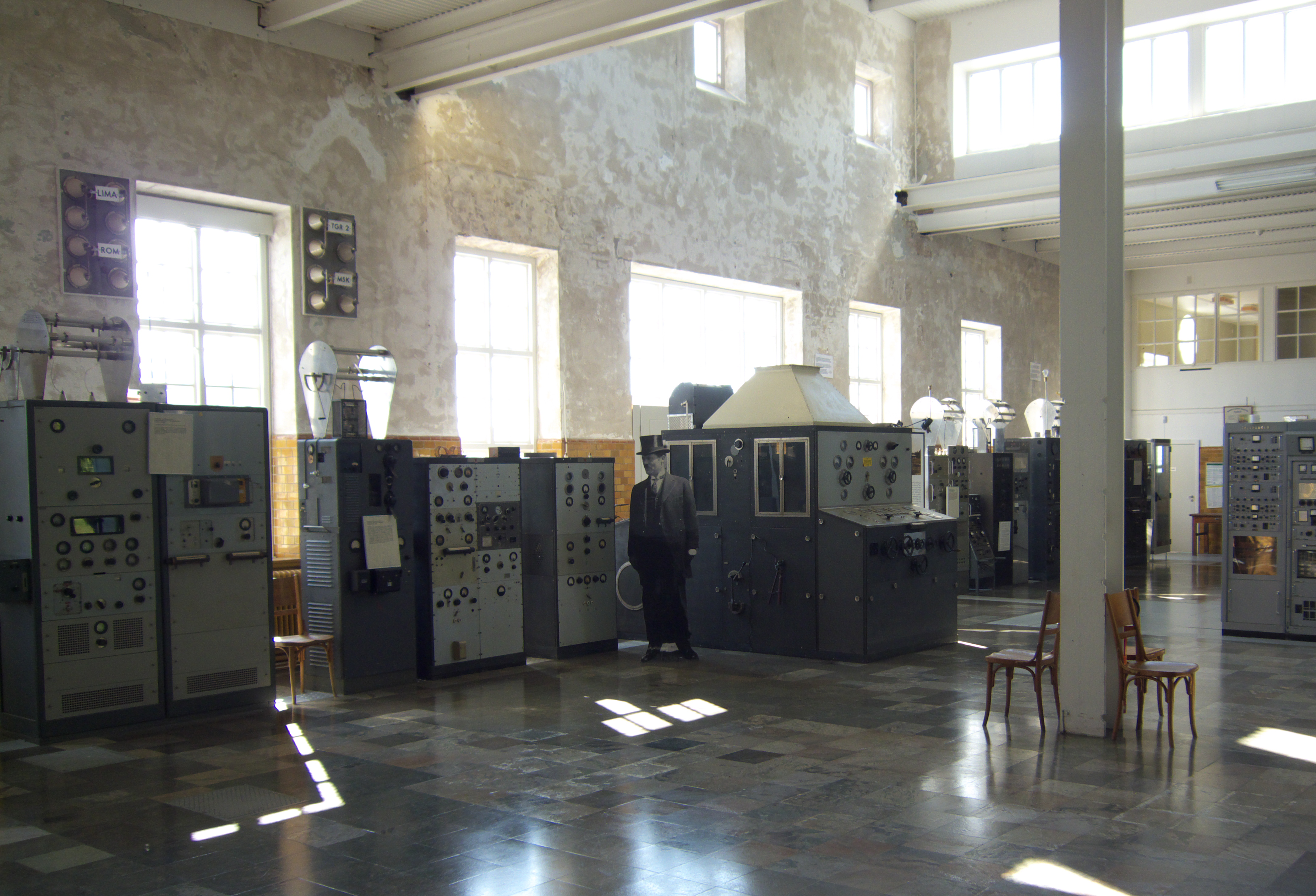
Interiör av Grimeton radiostation.
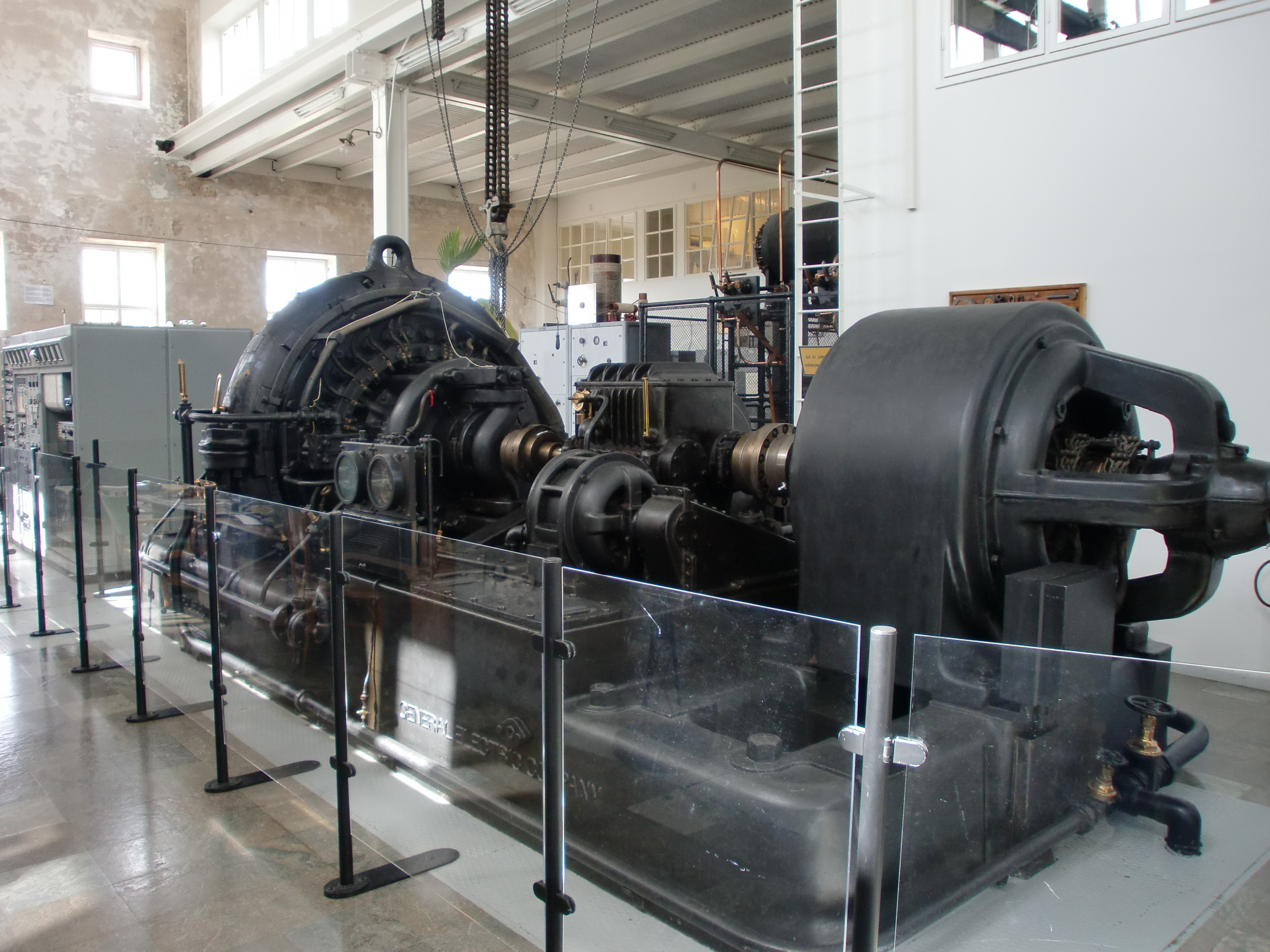
Alexanderson-generatorn i stationsbyggnaden.